# 思城控股
思城控股有限公司，簡稱思城控股（英語：C Cheng Holdings Limited，港交所：1486），在1985年，由梁鵬程（主席）於香港（總部）成立「梁黃顧建築工程師」，其後在1995年註冊成為「梁黃顧建築師（香港）事務所有限公司」。
首席執行官為符展成。業務在中國內地和香港經營建築設計、園境設計、城市規劃、室內設計及文物保育等。
股份在2013年12月20日於港交所創業板上市。配售股份價格為0.9港元，股份配售為4500萬股，集資額為4050萬港元，當時為8320.HK。在2015年7月24日轉往主板上市。
2015年10月30日，該公司以2025萬港元收購Cfu Come Limited持有80.5%股權，Cfu Come Limited業務香港及中華人民共和國的全面建築設計服務，直至2015年11月11日完成。

## 連結
- cchengholdings.com （页面存档备份，存于）
- lwkp.com （页面存档备份，存于）